# Erkki Linnasalmi

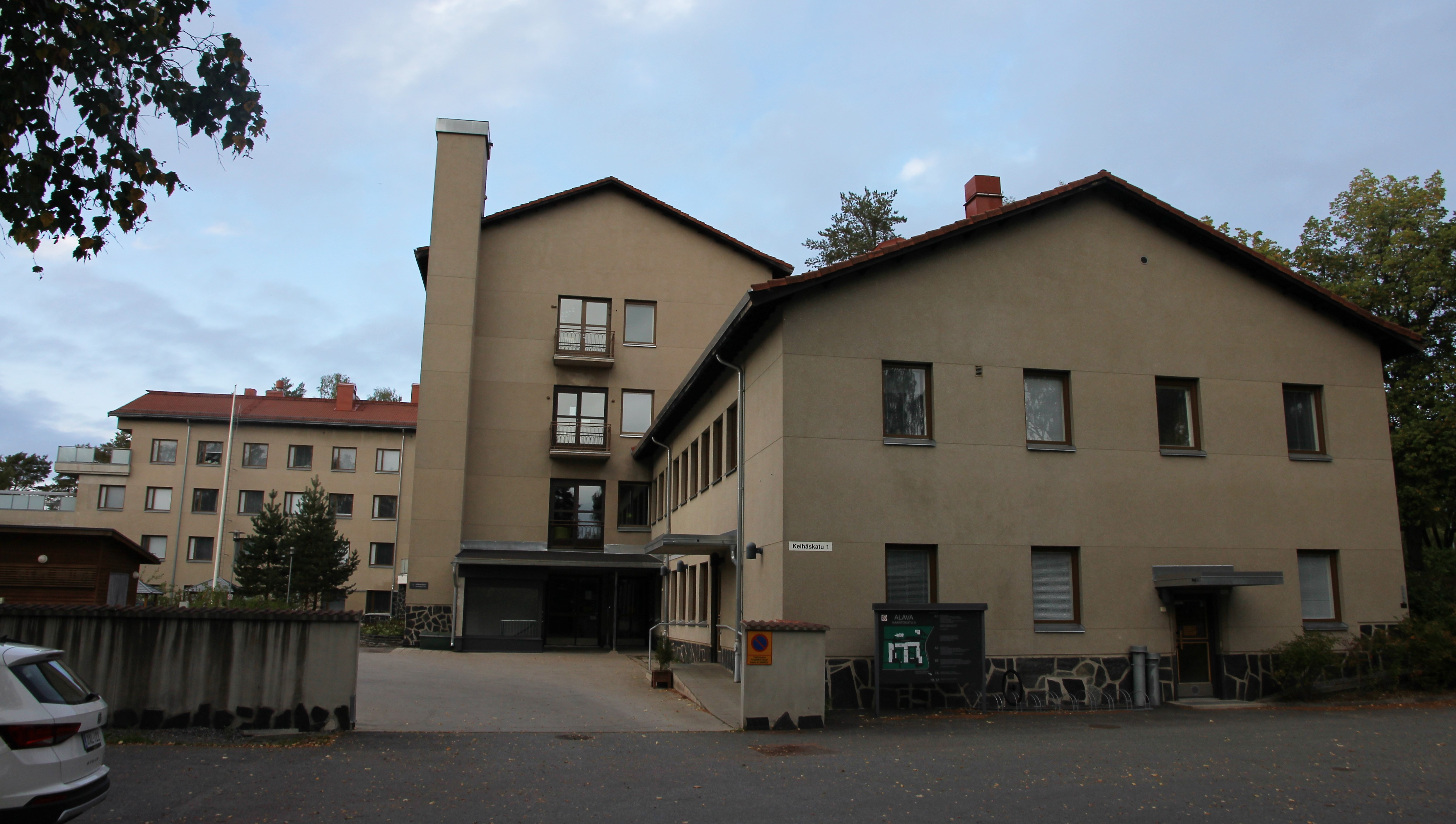
Savon lastenlinna.

Erkki Ilmari Linnasalmi, född 27 april 1908 i Helsingfors, död 2 maj 1982, var en finländsk arkitekt.
Linnasalmi, som var son till filosofie magister Frans Oskari Linnasalmi och Toini Augusta Bonsdorff, blev student 1927 och diplomarkitekt 1935. Han var arkitekt på Viborgs stads byggnadskontor 1936–1938, på Medicinalstyrelsens byggnadskontor 1938–1941, på Allmänna sjukhusets i Helsingfors byggnadskontor 1941–1946 och bedrev egen arkitektverksamhet tillsammans med sin hustru, diplomarkitekt Aura Inkeri Linnasalmi, född Veijola, från 1945. Av hans verk kan nämnas Helsingfors barnklinik (genomförandefas 1941–1946) samt barnsjukhuset Savon lastenlinna i Kuopio (1946–1950) och Vasa centralsjukhus (från 1945).